# Openul Chinei (snooker)
Openul Chinei a fost un turneu profesionist de snooker. Mark Selby și Mark Williams dețin recordul pentru cele mai multe trofee câștigate (3).

## Istoric
Primul turneu de snooker organizat în China a fost China International în septembrie 1997, un turneu fără puncte pentru cei mai buni 16 jucători din clasamentul mondial plus jucători locali. În următorul sezon a devenit un turneu cu puncte și a fost organizat în martie. Apoi numele turneului a fost schimbat în Openul Chinei și a fost organizat în decembrie așa că au fost două ediții în 1999. După ediția din 2001 turneul a fost abandonat.
Turneul a fost revitalizat în sezonul 2004/2005. Jucătorii locali wild-card erau invitați să joace contra celor care au trecut de calificări. Cei trei jucători chinezi din turneu au fost invitați să joace ca wild-cards și nu prin calificare. Ding Junhui a fost unul din ei și a câștigat turneul dar, deoarece a jucat ca wild-card, nu a câștigat nici bani nici puncte.
Ultima ediție a turneului a avut loc în 2019. Cea programată în 2020 nu s-a mai desfășurat din cauza pandemiei de Covid-19. Ulterior, turneul nu a mai revenit în calendar, chiar dacă snookerul s-a întors în China în 2023.

## Câștigători
| An                  | Câștigator                             | Finalist                               | Scor                                   | Oraș gazdă                             | Sezon               |
| China International | China International                    | China International                    | China International                    | China International                    | China International |
| ------------------- | -------------------------------------- | -------------------------------------- | -------------------------------------- | -------------------------------------- | ------------------- |
| 1997                | Steve Davis                            | Jimmy White                            | 7 - 4                                  | Beijing                                | 1997/98             |
| 1999 (martie)       | John Higgins                           | Billy Snaddon                          | 9 - 3                                  | Shanghai                               | 1998/99             |
| Open-ul Chinei      |                                        |                                        |                                        |                                        |                     |
| 1999 (decembrie)    | Ronnie O'Sullivan                      | Stephen Lee                            | 9 - 2                                  | Shanghai                               | 1999/00             |
| 2000                | Ronnie O'Sullivan                      | Mark Williams                          | 9 - 3                                  | Shenzhen                               | 2000/01             |
| 2002                | Mark Williams                          | Anthony Hamilton                       | 9 - 8                                  | Shanghai                               | 2001/02             |
| 2005                | Ding Junhui                            | Stephen Hendry                         | 9 - 5                                  | Beijing                                | 2004/05             |
| 2006                | Mark Williams                          | John Higgins                           | 9 - 8                                  | Beijing                                | 2005/06             |
| 2007                | Graeme Dott                            | Jamie Cope                             | 9 - 5                                  | Beijing                                | 2006/07             |
| 2008                | Stephen Maguire                        | Shaun Murphy                           | 10 - 9                                 | Beijing                                | 2007/08             |
| 2009                | Peter Ebdon                            | John Higgins                           | 10 - 8                                 | Beijing                                | 2008/09             |
| 2010                | Mark Williams                          | Ding Junhui                            | 10 - 6                                 | Beijing                                | 2009/10             |
| 2011                | Judd Trump                             | Mark Selby                             | 10 - 8                                 | Beijing                                | 2010/11             |
| 2012                | Peter Ebdon                            | Stephen Maguire                        | 10 - 9                                 | Beijing                                | 2011/12             |
| 2013                | Neil Robertson                         | Mark Selby                             | 10 - 6                                 | Beijing                                | 2012/13             |
| 2014                | Ding Junhui                            | Neil Robertson                         | 10 - 5                                 | Beijing                                | 2013/14             |
| 2015                | Mark Selby                             | Gary Wilson                            | 10 - 2                                 | Beijing                                | 2014/15             |
| 2016                | Judd Trump                             | Ricky Walden                           | 10–4                                   | Beijing                                | 2015/16             |
| 2017                | Mark Selby                             | Mark Williams                          | 10–8                                   | Beijing                                | 2016/17             |
| 2018                | Mark Selby                             | Barry Hawkins                          | 11–3                                   | Beijing                                | 2017/18             |
| 2019                | Neil Robertson                         | Jack Lisowski                          | 11–4                                   | Beijing                                | 2018/19             |
| 2020                | Anulat din cauza pandemiei de COVID-19 | Anulat din cauza pandemiei de COVID-19 | Anulat din cauza pandemiei de COVID-19 | Anulat din cauza pandemiei de COVID-19 | 2019/20             |